# Сальница (село)
Са́льница (укр. Сальниця) — село в Хмельницком районе Винницкой области Украины. 
В прошлом — заштатный город (безуездный город) в Российской империи.

## Название
Раньше использовалось и другое название — Сальниха, в польских летописях встречается Салинца (Сальнинца).

## История
В XVI веке в Польской Руси на этом месте находилась небольшая деревня Сальница, через которую проходил «Чёрный шлях» — путь, по которому крымские и буджакские татары обыкновенно делали свои набеги (нападения) на Волынь, за пленниками (рабами), скотом и имуществом православных. Для защиты от татар Буджака, Перекопа и Крыма, в 1607 году, было решено построить здесь город, жители которого позднее получили магдебургское право и на 20 лет были освобождены от податей польским магнатам.
В 1665 году Сальница была сильно опустошена казаками, после чего данная территория долгое время оставалась незаселенной. В 1776 году в городе было только 60 домов.
По ревизии 1847 года «Сальницкое еврейское общество» состояло из 179 душ. В конце XIX века Сальница представляла собой заштатный город Литинского уезда Подольской губернии. К городу примыкало предместье Черемисовка. Население города составляло 3 701 человек, большей частью занимавшихся земледелием и крестьянским хозяйством, торговля в городе была развита незначительно.
По переписи 1897 года в России, население Сальницы составляло 3 699 человек, среди них 903 евреев, преобладающими национальностями были Украинцы (74,6 %) и евреи (24,3 %).
Население по переписи 2001 года составляло 2 497 человек.

## Герб
В 1607 году городу был дарован герб, изображавший «… одну руку обнаженную, а вторую панцирем покрытую и лук с натянутым стрелой».
В 1864 году Б. Кене разработал проект нового герба города с изображением головы барана с красными глазами и языком в красном поле, в знак того, что жители этой местности занимались овцеводством. В вольной части находился герб Подольской губернии. Щит был увенчан красной городской короной с тремя башенками и обрамлен двумя золотыми колосками, увитыми Александровской лентой. Проект утвержден не был.

## Религия
В селе действует храм Рождества Пресвятой Богородицы Хмельницкого благочиния Винницкой епархии Украинской православной церкви.

## Известные уроженцы
В Сальнице родился Флор Евстафьевич Столярчук (1906—1944) — советский офицер, танкист, Герой Советского Союза.

## Адрес местного совета
Почтовый адрес местного совета: 22022, Винницкая область, Хмельницкий район, с. Сальница, ул. Соборная, дом № 38, № телефона — 3-51-31. Код КОАТУУ — 0524886101.